# Christina Ager
Christina Ager (ur. 11 listopada 1995 w Söll) – kanadyjska narciarka alpejska, brązowa medalistka igrzysk olimpijskich młodzieży.

## Kariera
Po raz pierwszy na arenie międzynarodowej pojawiła się 2 grudnia 2010 roku w Sölden, gdzie w zawodach FIS nie ukończyła pierwszego przejazdu w slalomie. W 2014 roku wystartowała na mistrzostwach świata juniorów w Jasnej, gdzie zajęła 18. miejsce w superkombinacji i 24. miejsce w supergigancie. Podczas rozgrywanych rok później mistrzostw świata juniorów w Hafjell była piąta w superkombinacji, ósma w zjeździe i jedenasta w slalomie i supergigancie.
W zawodach Pucharu Świata zadebiutowała 16 listopada 2013 roku w Levi, zajmując czwarte miejsce w slalomie. Tym samym już w debiucie zdobyła pierwsze pucharowe punkty. W walce o podium lepsza o 0,05 sekundy była Tina Maze ze Słowenii. Pierwszy raz na podium zawodów tego cyklu stanęła 26 stycznia 2024 roku w Cortinie d’Ampezzo, kończąc rywalizację w zjeździe na trzeciej pozycji. W zawodach tych wyprzedziły ją jedynie rodaczka - Stephanie Venier i Lara Gut-Behrami ze Szwajcarii.
W 2019 roku wystąpiła na mistrzostwach świata w Åre, gdzie nie ukończyła rywalizacji w supergigancie, a w kombinacji zajęła siedemnaste miejsce.

## Osiągnięcia

### Mistrzostwa świata
| Miejsce | Dzień    | Rok  | Miejscowość | Konkurencja     | Czas biegu | Strata | Zwyciężczyni     |
| ------- | -------- | ---- | ----------- | --------------- | ---------- | ------ | ---------------- |
| DNF     | 5 lutego | 2019 | Åre         | Supergigant     | 1:04,89    | -      | Mikaela Shiffrin |
| 17.     | 8 lutego | 2019 | Åre         | Superkombinacja | 2:02,13    | +4,19  | Wendy Holdener   |

### Mistrzostwa świata juniorów
| Miejsce | Dzień     | Rok  | Miejscowość | Konkurencja     | Czas biegu | Strata | Zwyciężczyni        |
| ------- | --------- | ---- | ----------- | --------------- | ---------- | ------ | ------------------- |
| DNF1    | 28 lutego | 2014 | Jasná       | Slalom          | 1:36,09    | -      | Petra Vlhová        |
| 24.     | 3 marca   | 2014 | Jasná       | Supergigant     | 1:14,71    | +1,89  | Corinne Suter       |
| 18.     | 3 marca   | 2014 | Jasná       | Superkombinacja | 2:11,34    | +2,86  | Elisabeth Kappauer  |
| 11.     | 9 marca   | 2015 | Hafjell     | Slalom          | 1:43,54    | +1,66  | Paula Moltzan       |
| 11.     | 10 marca  | 2015 | Hafjell     | Supergigant     | 1:23,81    | +1,45  | Federica Sosio      |
| 5.      | 10 marca  | 2015 | Hafjell     | Superkombinacja | 2:08,54    | +1,32  | Rahel Kopp          |
| 8.      | 13 marca  | 2015 | Hafjell     | Zjazd           | 2:25,14    | +1,34  | Mina Fürst Holtmann |

### Puchar Świata

#### Miejsca w klasyfikacji generalnej
- sezon 2013/2014: 69.
- sezon 2014/2015: 92.
- sezon 2016/2017: 130.
- sezon 2017/2018: 86.
- sezon 2018/2019: 49.
- sezon 2020/2021: 117.
- sezon 2022/2023: 55.
- sezon 2023/2024:

#### Miejsca na podium w zawodach
1. Cortina d’Ampezzo – 26 stycznia 2024 (zjazd) – 3. miejsce